# Antaeotricha cedroxyla
Antaeotricha cedroxyla is een vlinder uit de familie van de sikkelmotten (Oecophoridae). De wetenschappelijke naam van de soort werd voor het eerst geldig gepubliceerd in 1930 door Edward Meyrick.